# Funil (navio)

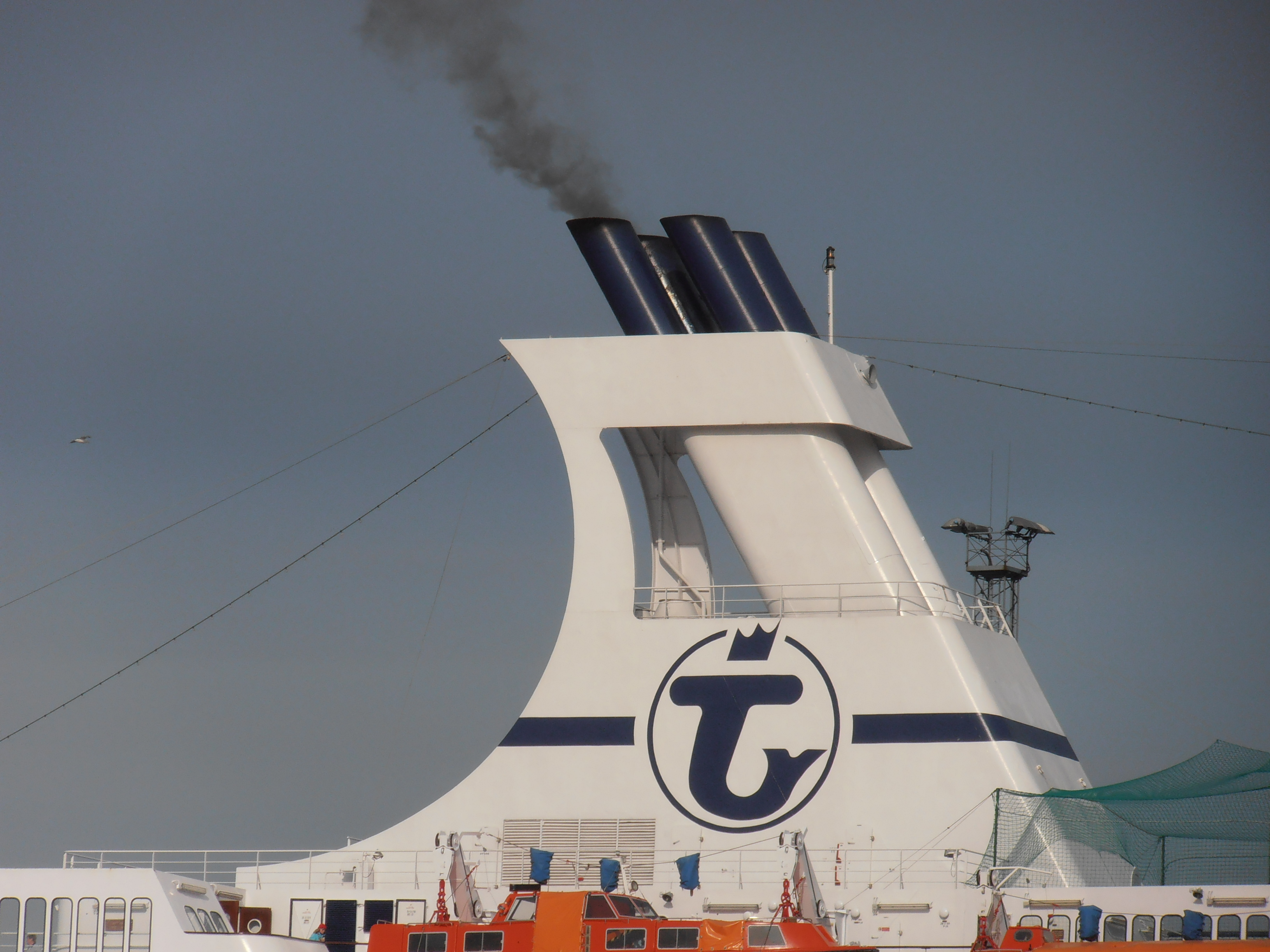
Os gases de exaustão do motor sendo expelido por um dos tubos de escape alocados em um funil de um navio de cruzeiro moderno.

Funil é a denominação dada a uma construção feita sobre a superestrutura e convés principal de um navio. É usado para expelir a fuligem e a fumaça da caldeira ou gases de exaustão do motor. Também é comumente chamado de chaminé.

## Função
A função principal do funil de um navio é elevar a altura dos tubos de escape ou escapamentos de dispersão dos gases de exaustão dos motores e outras maquinas, a fim de não sujar a estrutura e o convés do navio e evitar prejudicar a capacidade da tripulação de cumprir suas funções.

## Terminologia
O termo chaminé usado para se referir ao duto de canalização de fumaça e vapores de uma casa ou indústria, não se aplica formalmente nos termos náuticos para descrever a construção metálica que acomoda em conjunto os escapamentos dos motores de uma embarcação ou dutos de caldeiras em conjunto com tubos de vapores de escape, ao invés disso, o termo funil é o mais amplamente usado para nomear essa parte da embarcação. Mesmo assim, hoje ainda é muito comum que o termo 'chaminé' seja por equívoco, usado em alguns meios, por que os primeiros funis dos navios a vapor tinham características que lembravam verdadeiras chaminés.

## Cores e formatos
As companhias marítimas mercantes e particularmente as companhias marítimas de transporte de passageiros como a Cunard Line e companhias de balsas como a Red Funnel, desde cedo perceberam a estratégia de marketing do valor publicitário dos funis distintos, tanto em termos de forma, número de funis, quanto nas cores em que foram pintados. Em uma época em que os cascos dos navios eram pintados uniformemente de preto (para esconder a sujeira inevitável ao carregar os bunkers do navio com carvão) e as superestruturas eram brancas (para controlar a temperatura nas acomodações dos passageiros nos verões quentes), o funil era uma das poucas partes do navio que uma empresa poderia usar para diferenciar claramente seus navios dos de suas concorrentes. Cada empresa teria suas próprias "cores da casa", que eram frequentemente usadas em material publicitário e também para reconhecimento, tornando as cores de funil uma forma inicial de marca registrada.
Algumas empresas tornaram-se tão intimamente associadas às cores do funil que seu apelido se tornou um nome de fato o nome pela qual a empresa era conhecida. Por exemplo, a linha de navegação realmente registrada como 'Alfred Holt & Company' era mais conhecida como Blue Funnel Line (Linha do Funil Azul). Uma companhia de balsas e catamarãs do sul do Reino Unido é oficialmente denominada The Southampton, Isle of Wight e South of England Royal Mail Steam Packet Company, porém é conhecida como Red Funnel (Funil Vermelho) durante a maior parte dos mais de 150 anos de existência.
Outras cores, como o vermelho com listras pretas da Cunard Line e a cor amarela dourada da P&O permanecem ícones de suas respectivas linhas e permaneceram em uso por mais de um século por meio de muitas mudanças de propriedade corporativa.
Às vezes, a forma do funil também é usada como característica distintiva e não apenas a cor. A Cunard equipou os seus navios da Classe Saxonia com topos redondos aerodinâmicos nos funis. Destinado como um auxílio aerodinâmico para manter os escapamentos longe do convés, a modificação teve muito pouco efeito prático, mas foi mantida porque tornou os quatro navios da classe imediatamente reconhecíveis e deu à Cunard uma imagem moderna adequada.
Em uma das primeiras tentativas que obtiveram sucesso para prevenir fumaça e fuligem nos conveses do navio, a United States Line equipou em seus grandes transatlânticos, SS América e  SS United States, um inovador design aerodinâmico de funil projetado pelo engenheiro naval norte-americano William Francis Gibbs, que havia usando o mesmo projeto anteriormente nos navios da classe Santa Rosa em 1932.
Havia uma tendência para 'designer de funis' em transatlânticos na década de 1960, à medida que os avanços da tecnologia aerodinâmica e da moda se combinavam, para oferecer aos designers mais opções do que o tradicional funil cilíndrico. 
A Italian Line equipou os transatlânticos SS Michelangelo e SS Raffaello com funis encimados por discos planos apoiados em contraventamentos diagonais expostos, Os funis desses transatlânticos em particular, foram especialmente projetados para manter a fumaça e a fuligem longe dos conveses traseiros. O design de funil provou ser altamente mais eficaz em termos de prevenção de fumaça nos conveses do que todos os outros projetados anteriormente, e é uma prova que a maioria dos funis em navios de passageiros modernos são construídos de acordo com princípios semelhantes. Os transatlânticos SS Oriana e SS Canberra da P&O, tinham funis altos e finos com seções transversais de aerofólio. 
O MS Tropicale lançado em 1982 como o primeiro navio construído por encomenda da então jovem companhia de cruzeiro Carnival Cruise Line, foi um dos navios pioneiros na modernização da indústria de cruzeiros que trouxe muitas inovações, entre elas, o característico funil alado da Carnival projetado por Joe Farcus que lembravam as asas de um avião, o design do funil se tornou logotipo e marca registrada da companhia.